# V.35
O V.35 é um padrão internacional para transmissão de dados. A designação oficial é "Transmissão de Dados em 48 Kbps Utilizando Circuitos Group Band de 60-108 KHz." Ele é comumente usado para DTE's e DCE's que fazem a interface com uma portadora digital de alta velocidade, tal como AT&T Dataphone Digital Service (DDS).